# Nové Sady (Olmütz)
Nové Sady (deutsch: Neustift) ist ein Ortsteil im Süden von Olomouc (deutsch: Olmütz) in Tschechien mit etwa 15.000 Einwohnern. Es ist daher der zweitgrößte Stadtteil. 

## Geschichte
Die Straßenbahn von Olomouc nach Nezamyslice wurde 1883  fertiggestellt.
Seit 1922 besteht die Fußballmannschaft FK Nové Sady, die auch über eine eigene Frauenmannschaft verfügt.
1924 wurde eine eigene Zweigstelle der öffentlichen Bibliothek  eingerichtet.
Die  ehemals dort ansässige große deutsche Minderheit wurde nach dem Zweiten Weltkrieg vertrieben. Im Ortsteil Nové Sady gibt eine kommunale Kläranlage. 
Es wird derzeit eine neue Straßenbahnlinie vom Olmützer Markt nach Nové Sady gebaut.

## Ortsgliederung
Nové Sady besteht aus den Grundsiedlungseinheiten Českobratrská, Družební, Nové Sady-jih, Nové Sady-sever, Novosadská und U rybářských stavů.
Der Ortsteil bildet den Katastralbezirk Nové Sady u Olomouce. 